# ليويلين باورز
ليويلين باورز هو محامي وسياسي أمريكي، ولد في 14 أكتوبر 1836 في Pittsfield, Maine ‏ في الولايات المتحدة، وتوفي في 28 يوليو 1908 في بلدية هلتون في الولايات المتحدة. نشط حزبياً في الحزب الجمهوري. وقد انتخب حاكم مين ‏ (2 يناير 1897 – 2 يناير 1901) وانتخب عضو مجلس نواب مين ‏ وانتخب عضو مجلس النواب الأمريكي ‏.